# Alexis Wright
Alexis Wright (Cloncurry, 25 de novembro de 1950) é uma escritora indígena Waanyi (aborígine australiana) mais conhecida por ganhar o Miles Franklin Award por seu romance de 2006 Carpentaria e o Stella Prize de 2018 por suas "memórias coletivas" de Leigh Bruce "Traker" Tilmouth.
A partir de 2023, Wright produziu quatro romances, uma biografia e várias obras em prosa. Seu trabalho também aparece em antologias e periódicos.

## Origem e ativismo
Alexis Wright é um ativista dos direitos à terra da nação Waanyi nas terras altas do sul do Golfo de Carpentaria. O pai de Wright, um pecuarista branco, morreu quando ela tinha cinco anos e ela cresceu em Cloncurry, Queensland, com sua mãe e avó.
Quando a Intervenção no Território do Norte proposta pelo governo de Howard em meados de 2007 foi introduzida, Wright fez um discurso de alto nível de 10 mil palavras, patrocinado pela International PEN.

## Carreira literária
O primeiro livro de Alexis Wright, o romance Plains of Promise, publicado em 1997, foi indicado a vários prêmios literários e foi reimpresso várias vezes pela Universidade de Queensland Press.
Wright também é autor de obras de não ficção: Take Power, sobre a história do movimento pelos direitos à terra, foi publicado em 1998, e Grog War (Magabala Books) sobre a introdução de restrições ao álcool em Tennant Creek, publicado em 1997.
Seu segundo romance, Carpentaria, levou dois anos para ser concebido e mais de seis anos para ser escrito. Foi rejeitado por todas as grandes editoras da Austrália antes que a editora independente Giramondo o publicasse em 2006. Desde então, ganhou o Miles Franklin Award em junho de 2007, o prêmio 2007 Fiction Book no Queensland Premier's Literary Awards, a 2007 ALS Gold Medal e o 2007 Vance Palmer Prize for Fiction.
Em 2009, Wright escreveu a letra de Dirtsong, uma produção de teatro musical criada e executada pela companhia de teatro Black Arm Band. A performance incluiu canções contemporâneas e tradicionais, e teve sua estreia mundial no Melbourne International Arts Festival de 2009. O show foi reprisado para o Festival de Adelaide de 2014, com artistas como Trevor Jamieson, Archie Roach, Lou Bennett, Emma Donovan, Paul Dempsey e muitos outros cantores e músicos. Algumas das canções foram cantadas em línguas aborígines.
Wright participou do Festival de Escritores de Byron Bay em 2012 e do Festival de Escritores de Cingapura.
Também em 2013, o terceiro romance de Wright, The Swan Book, foi publicado. O livro investiga os desafios políticos culturais e raciais enfrentados pelos povos indígenas da Austrália. Foi selecionado para o Prêmio Literário Victorian Premier de 2014 para Escrita Indígena.
Em 2014, Wright foi nomeada membro honorária da Academia Australiana de Humanidades.
O livro de Wright, Tracker, sua homenagem ao economista australiano central Tracker Tilmouth, foi publicado pela Giramondo em 2017. Um trabalho biográfico caracterizado de forma variada como não convencional e complicado, Tracker ganhou o Prêmio Stella de 2018. Nas palavras de Ben Etherington: "É uma obra, épica em escopo e tamanho, que garantirá que uma lenda da política da Austrália Central seja preservada no mito." Ela foi premiada com a Medalha Magarey de 2018 por Biografia para Tracker. Tracker também ganhou o prêmio de livro de não ficção da Universidade de Queensland de 2018 no Queensland Literary Awards. e foi indicado para o NSW Premier's Literary Awards, Prêmio Douglas Stewart de Não Ficção 2019. Wright estava no programa de quatro eventos no Brisbane Writers Festival 2017 em Brisbane, Queensland, na Austrália.
Em 2018, Wright conduziu outra colaboração de narrativa, desta vez com o líder Gangalidda e ativista Clarence Walden em Doomadgee, norte de Queensland. Seu trabalho com Walden resultou em dois documentários, Nothing but the Truth, um longa-metragem de rádio transmitido pela Awaye! programa na ABC Radio National em junho de 2019, e Straight from the Heart, um documentário de tela que estreou na World Literature and the Global South em agosto de 2019.
Wright foi indicada para o Prêmio Queensland Premier por "Work of State Significance" e o Prêmio de Literatura Fictícia no Queensland Literary Awards por Praiseworthy.

## Carreira acadêmica
Wright é um Distinguished Research Fellow na Universidade do Oeste em Sydney.
Wright é atualmente membro do projeto de pesquisa do Australian Research Council "Other Worlds: Forms of World Literature". Com base em seu sucesso com Tracker, seu tema para o projeto se concentra nas formas de narrativa oral aborígine.
Em 2017, Wright foi nomeada Boisbouvier Chair em Literatura Australiana na Universidade de Melbourne.

## Obras publicadas

### Romances
- 1997: Plains of Promise (em inglês). University of Queensland Press. Relançado em 2000, ISBN 978-0702229176
- 2006: Carpentaria (em inglês) Sydney: Giramondo.
- 2013: The Swan Book (em inglês) Sydney: Giramondo
- 2023: Praisewrthy (em inglês) Sydney: Giramondo

### Contos
- Le pacte du serpent arc-en-ciel . [A Aliança da Serpente] (em francês) Act Sud, 2002. ISBN 978-2742740956

### Não-ficção
- 1997: Grog War (em inglês). Magabala. ISBN 1-875641-31-9 . Análise
- 2000: Croire en l'incroyable. [Acreditar no inacreditável] (em francês). Actes Sud). ISBN 978-2742731206
- 2017: Tracker (em inglês). Sydney: Giramondo. ISBN 978-1925336337

### Revisora de texto
- Take Power, Like This Old Man Here: An anthology of writings celebrating twenty years of land rights in Central Australia, 1977–1997 (em inglês). IAD, 1998. ISBN 1-86465-005-2